# Политбиро Комунистичке партије Кине
Политбиро Комунистичке партије Кине, званично Политички биро Централног комитета Комунистичке партије Кине, највиши је политички орган Централног комитета Комунистичке партије Кине.
Политбиро је група од 24 највиша званичника који надгледају партију и централну владу. Политбироом руководи генерални секретар. За разлику од политбироа других комунистичких партија, моћ унутар Политбироа КП Кине је даље централизована у Сталном комитету Политбироа, групе од 7 појединаца из већег Политбироа.
Политбиро бира Централни комитет. У пракси, међутим, изучаваоци кинеске елитне политике верују да је Политбиро самостално тело, са новим члановима и Политбироа и његовог Сталног комитета који су изабрани низом разматрања садашњих чланова Политбироа и пензионисаних чланова Сталног комитета Политбироа. Садашњи и бивши чланови Политбироа спроводе серију неформалних анкета како би утврдили ниво подршке групе за чланство сваког новог кандидата у Политбироу. Процес избора новог Политбироа почиње састанком иза затворених врата актуелног Сталног комитета Политбироа у Бејдајхеу у лето пре него што се састане Национални конгрес КПК.
Моћ Политбироа углавном лежи у чињеници да његови чланови углавном истовремено заузимају положаје у државним функцијама Народне Републике Кине и у контроли кадровских именовања које имаје Политбиро и Секретаријат. Поред тога, неки чланови Политбироа имају моћне регионалне позиције. Како Политбиро ради интерно је нејасно, али изгледа да се Политбиро у пуном саставу састаје једном месечно, а стални комитет једном недељно. Верује се да је то много ређе од састанака бившег совјетског Политбироа. Дневни ред састанака контролише генерални секретар КПК и одлуке се доносе консензусом, а не већином гласова.